# Туркменбаши (затока)
Туркменбаши (туркм. Türkmenbaşy aýlagy; до 1997 року — Красноводська затока) — затока у східній частині Каспійського моря, біля берегів Туркменістану.
Затока відділена з півночі півостровом Туркменбаши, а з півдня — півостровом Челекен. Довжина затоки становить 46 км, ширина гирла — 18 км, глибина — 6 м. Береги затоки сильно порізані. Солоність води становить 13-16 ‰.
Зі сходу в затоку вдається півострів Дарджа, який відділяє з півночі Балханську затоку а з півдня — Північну Челекенську затоку.
На північно-західному краю затоки Туркменбаши розташовані Бала-Ішемські солончаки, які позначають гирло висохлої річки Узбой. У 1968 році вони увійшли до Хазарського заповідника, а у 2008 році були визнані Рамсарським водно-болотним угіддям міжнародного значення. Серед тварин, що живуть в затоці Туркменбаши, слід відзначити майже ендемічного красноводського пузанка (Alosa braschnikowi nirchi) та каспійську нерпу (Pusa caspica).
На північному березі затоки лежить місто і порт Туркменбаши.